# Solomon Burke

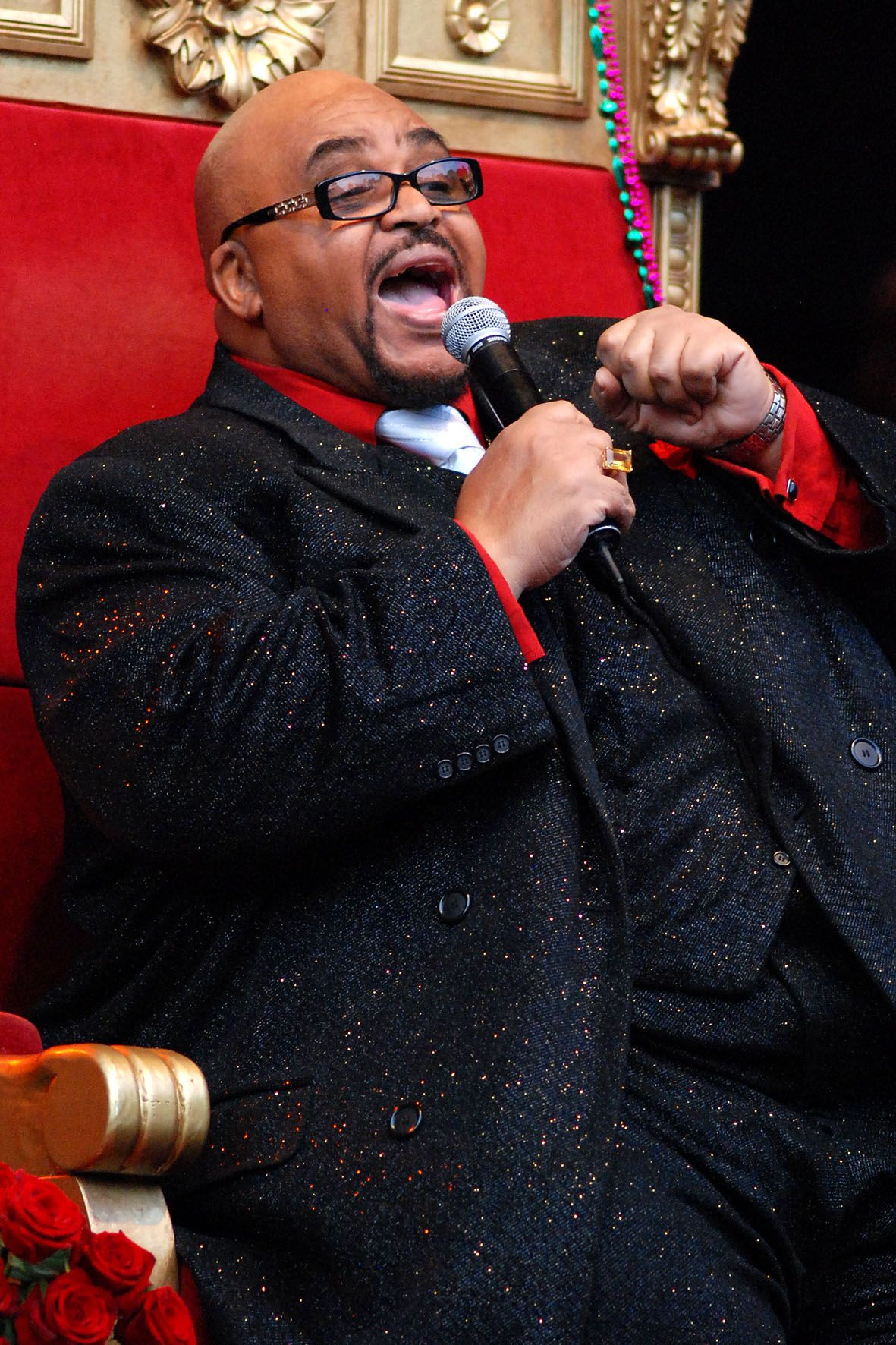
Solomon Burke 2010.

Solomon Vincent McDonald Burke, född James Solomon McDonald 21 mars 1940 i Philadelphia, Pennsylvania, USA, död 10 oktober 2010 på flygplatsen Amsterdam-Schiphols flygplats i Amsterdam, Nederländerna var en amerikansk sångare. Han var en av pionjärerna inom soulmusiken, och var bland annat känd för sitt sätt att kombinera R&B med influenser från countrymusik. Han blev 2001 invald i Rock and Roll Hall of Fame.

## Biografi
Burke började sin musikaliska karriär med gospel. På det tidiga 1960-talet gick han över till mer "jordnära" musik. Han hade sina största hits i första halvan av 1960-talet. Hans första hit var "Just Out of Reach of My Open Arms", en country & western-sång han förvandlade till soulmusik. "Cry to Me" och "Everybody Needs Somebody to Love" var andra framgångsrika titlar där han visade att han tillhörde soulmusikens främsta sångare, även om den senare låten kanske är mer känd i The Rolling Stones och Blues Brothers versioner. Sin största hit fick han med 1969 en cover på Creedence Clearwater Revivals "Proud Mary", men under 1970-talet försvann han från de stora sammanhangen.
Trots sina hits under 1960-talet lyckades han aldrig, till skillnad från andra populär soulartister från samma epok, som till exempel Sam Cooke och Otis Redding, bli populär hos den breda pop-publiken. Han fortsatte turnera och spela in album för soulmarknaden, och 2002 fick han chansen att åter nå en större publik när skivbolaget Fat Possum satsade på ett ambitiöst comebackalbum, där de största låtskrivarna inom popmusikvärlden inbjöds att bidra. Albumet Don't Give Up On Me innehåller låtar skrivna av bland andra Bob Dylan, Brian Wilson, Van Morrison, Elvis Costello, Tom Waits och Nick Lowe och producerades av Joe Henry. Resultatet blev storartat och visade att hans uttrycksförmåga som sångare inte försvagats efter 40 år. Skivan blev en framgång både bland recensenter och bland skivköpare och belönades även med en Grammy för bästa samtida bluesalbum.
Framgångarna ledde till att Solomon Burke började turnera runt hela världen, och han gav därefter ut flera nya album. I en musikfilm som spelades in 2004 som en hyllning till bluesen och som finns utgiven som DVD, Lightning in a Bottle, medverkar han med två konsertnummer. 2006 gav han ut Nashville, ett countryalbum med gästartister som Emmylou Harris, Dolly Parton, Patty Griffin, Gillian Welch och Patty Loveless.
Solomon Burke avled hastigt i ett flygplan som just hade landat på Amsterdams flygplats Schipol i Nederländerna den 10 oktober 2010.

## Diskografi
- 1962 – Solomon Burke
- 1964 – Rock 'n' Soul
- 1965 – The Rest of Solomon Burke
- 1968 – I Wish I Knew
- 1968 – King Solomon
- 1969 – Proud Mary
- 1972 – King Heavy
- 1972 – Electronic Magnetism
- 1974 – I Have a Dream
- 1975 – Back to My Roots
- 1975 – Music to Make Love By
- 1979 – Sidewalks, Fences & Walls
- 1979 – Lord We Need a Miracle
- 1979 – Get up and Do Something
- 1981 – King of Rock 'n' Soul
- 1983 – Take Me, Shake Me
- 1984 – Soul Alive!
- 1986 – A Change Is Gonna Come
- 1987 – Love Trap
- 1990 – Into My Life You Came
- 1990 – This Is His
- 1990 – Homeland
- 1993 – Soul of the Blues
- 1994 – Live at House of Blues
- 1997 – Definition of Soul
- 1997 – Rock 'n Soul
- 1998 – We Need a Miracle'
- 1999 – Not by Water But Fire This Time
- 2002 – Soulman
- 2002 – Don't Give Up on Me
- 2002 – The Incredible Solomon Burke at His Best
- 2003 – The Apollo Album
- 2005 – Make Do With What You Got
- 2006 – Nashville
- 2008 – Like a Fire